# 石榕树
石榕树（学名：Ficus abelii）是桑科榕属的植物。分布于缅甸、印度、孟加拉国、尼泊尔、越南以及中国大陆的湖南、福建、广西、四川、广东、江西、贵州、云南等地，生长于海拔200米至2,000米的地区，一般生于灌丛中、山坡溪边灌丛及溪边，目前尚未由人工引种栽培。

## 别名
牛奶子（海南）